# عملية صناعية

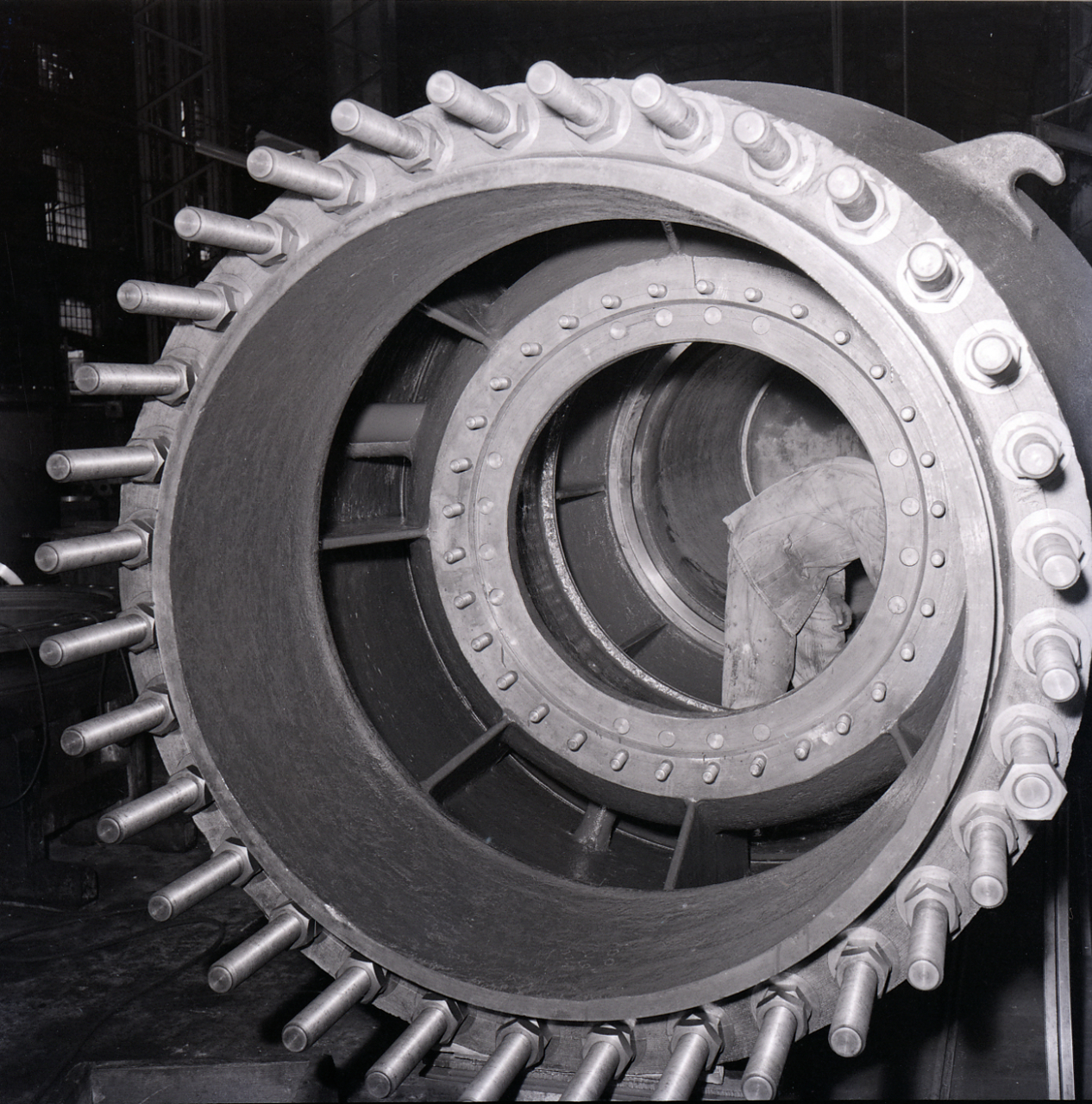

العمليات الصناعية هي عمليات تشغيل يتم فيها إحداث تغير فيزيائي أو كيميائي في طبيعة المادة أو خليط المواد. وتتم العملية الصناعية إما في عملية واحده أو في مجموعة من الوحدات تسمى وحدات التشغيل، وبعض الأحيان تسمى مفاعلات صناعية. المواد التي تدخل في الوحدة الصناعية تسمى مدخلات التغذية،
أما تلك التي تخرج من الوحدات تسمى مخرجات أو نواتج. والناتج من العملية إما أن تكون منتجا نهائيا أو تكون منتجا وسيطا يحتاج إلى بعض المعالجات لتحسين بعض الخواص به. ومثال لذلك عمليات تصميم وتشغيل ومتابعة آداء الوحدات الصناعية المختلفة مثل وحدات (التقطير - التجفيف - التبخير - التبادل الحراري.
العمليات الصناعية الكيميائية هي من أساسيات عمل المهندس الكيميائي، ابتداء من وضع الملامح التصميمية المبدئية للوحدة الصناعية وانتهاء بمتابعة جودة المنتج النهائي. وقد تتطرق إلى متابعة العملية التسويقية للمنتج النهائي. وغالبا ما يتم التحكم في تلك العمليات الصناعية آليا.

## عمليات كيميائية

### موازنة المواد
لا يمكن لأي عملية صناعية أن تتم بنجاح للحصول على منتج آخر ذي جودة عالية دون تحدد كميات ونسب المواد الداخلة والخارجة من العمليات الصناعية.
وموازنة المواد لأي عملية تقوم على أساس قانون بقاء المادة الذي ينص على أن المادة لا تفنى ولا تستحدث من العدم، ولكن يمكن أن تتحول من صورة لأخرى. فمثلا إذا تم إذابة 20 جرام من السكر في 80 جرام من الماء يتكون محلول سكري وزنه الكلي 100 جرام، وهكذا بالنسبة لعمليات أخرى كثيرة مماثلة البساطة أو أكثر تعقيدا مثل إنتاج الغازات الصناعية وإنتاج الزيوت وعمليات التقطير التجزيئى.

### تطبيق موازنة المادة على العمليات التي يحدث فيها تفاعل كيميائي
إذا كان لدينا تفاعل تدخل فيه المواد المتفاعلة بمعدل تغذية أكبر من معدل خروج المواد الناتجة فإنه يحدث تراكم لجزء من المواد داخل المفاعل بحيث تصبح الصورة:
المواد المتراكمة داخل المفاعل = معدل التغذية - معدل خروج ناتج التفاعل

### تطبيق موازنة المادة على العمليات الطبيعية الموحدة في العمليات الصناعية الكيميائية

#### عمليات الخلط
تتم عمليات الخلط غالبا للحصول على خواص جديدة للخليط الناتج لا تتوافر في عنصر الخلط بمفرده، وتتم عملية الخلط غالباً في أجهزة مزودة بقلاب للمساعدة على تجانس الخليط الناتج. ويتوقف نوع القلاب المستخدم على طبيعة المواد المراد خلطها من حيث كونها صلبة أو سائل أو غاز.

#### عمليات التبخير
غالباً ما تستخدم عمليات التبخير للحصول على محلول مركز من آخر مخفف، وذلك بالتخلص من كمية المذيب سواء كان الماء أو أي مذيب آخر مثل المذيبات العضوية، ويتم التسخين داخل المبادلات الحرارية أو داخل وحدات وتصميمات مختلفة من المبخرات وتتم عملية التبخير بالتسخين المباشر باللهب أو الغير مباشر بالبخار وتجري عمليات التبخير تخت الضغط الجوى العادى بخلخله الهواء أو بخلخله الضغط وذلك لاتمام العملية عند درجات الحرارة المنخفضه وخصوصا في حاله المواد الحساسه للتسخين مثل بعض المواد العضوية أثناء عمليات التبخير يمكن ان يصل المحلول إلى مرحله التشبع ثم يبدأ بالبلمرة.

#### عمليات التقطير
هي من أهم الطرق وأكثرها شيوعاً، وتستخدم عند الحاجة إلى فصل خليط من مجموعة من السوائل إلى مكوناته الأساسية. وتعتبر عمليات التقطير المفتاح لجميع العمليات التي تتم على خام البترول إذ لا بد أولاً من تقطير البترول إلى عناصره الأساسية ثم تحويل عناصره إلى عمليات أخرى من منتجات كثيرة ذات تطبيقات مختلفة غير محدده واستخدامات هامة لأغراض مختلفة.
وتعتمد فكرة التقطير على اختلاف في درجة تطاير المكونات في الخليط الواحد، وبالتالي يمكن الحصول على كل مكون على حدة بدرجة نقاوة عالية عند الدرجة الحرارية الخاصة به. وتتم عملية التقطير في أجهزة خاصة تسمى أبراج التقطير منها ما يعمل بطريقة دفعيه ومنها ما يعمل بطريقة مستمره وتختلف الطريقة المستخدمة على حسب طبيعة الخليط المراد تقطيره ودرجه النقاوة المطلوبة.

#### عمليات التجفيف
تستخدم عمليات التجفيف غالباً للتخلص من الماء بتبخيره؛ وهذا يتطلب قدراً من الحرارة، لذا فإن الاستخدام الأفضل للحرارة هو العامل الأساسي في إنجاح عملية التجفيف اقتصادياً.
في كثير من الأحيان، تكون عملية التجفيف آخر عملية تتم في العملية الصناعية قبل تعبئة المنتج النهائي. ونحتاج لهذه العملية في الغالب للأسباب الآتية:
- تقليل مصاريف نقل المنتج النهائي.
- تسهيل تداول الماد مثل عمليات صناعة الصبغات والمساحيق والاسمدة.
- التخلص من المادة، بالتالي نقلل من احتمال حدوث تآكل لوحدات التخزين.

لا يشترط أن تتم عمليات التجفيف للمادة الصلبة فقط، يمكن أيضاً تجفيف الهواء بمواد خاصة مثل جيل السليكا أيضاً يمكن تجفيف السوائل مثل البنزين قبل دخوله عمليات الكلورة وذلك لتقليل احتمال تآكل وحدات الكلوره.

#### عمليات البلورة
عمليات البلورة هي عمليات ترسيب لحبيبات المادة الصلبة من محاليلها المشبعة، يجب معرفة درجة الحرارة التي يوجد عندها درجة ذوبانية لكل مادة صلبة. تسمى كميات المادة اللازمة لتشبع المحلول عند هذه الدرجات الحرارية، وإذا زادت كمية المواد الصلبة عن تلك المواد اللازمة للتشبع فإن هذه الكمية الزائدة لا تذوب في درجة التشبع ولكنها تترسب من المحلول. أما إذا تغيرت درجة الحرارة فإن درجة التشبع تتتغير تبعاً لها. ويحدث هذا غالباً مع معظم الأملاح.

## العمليات الفيزيائية
هناك العديد من العمليات الفيزيائية المستخدمة لإعادة تشكيل المادة بواسطة عمليات القطع أو الطي أو الربط أو التلميع، وتصنع على نطاق واسع في ورش تقنية.
- الطرق - إعادة تشكيل المادة بواسطة الحرارة واستخدام المطرقة.
- الصب - تشكيل المادة السائلة عن طريق سكبها في قوالب، وتركها لتتصلب.
- التشغيل الآلي - قطع وتشكيل المعدن ميكانيكياً، وتتضمن هذه العملية خسارة جزء من المادة.
- التخريم التدريجي - إنتاج المكونات من شريط أو لفة.
- التشكيل الهيدروليكي - يتم توسيع أنبوب من المعدن في قالب تحت الضغط.
- اللفح الرملي - تنظيف سطح باستخدام الرمال أو الجسيمات الأخرى
- لحام بالقصدير، التقسية، لحام - عملية لدمج المعادن
- التلميع المتقلب - لتلميع الأسطح.
- التصليب بالترسيب - معالجة حرارية تستخدم لتصليب المواد الطيعة.
- تصلد انفعالي - يضيف قوة إلى المعادن والسبائك.
- معالجة سطحية للمعادن - لخلق سطح مقاومة للاهتراء.